# Авангард (футбольный клуб, Курск)
«Аванга́рд» — российский футбольный клуб из Курска. Основан в 1958 году. Финалист Кубка России сезона 2017/18. С сезона 2020/21 выступает в третьем по уровню дивизионе России.

## Названия
- 1958—1965 — «Трудовые резервы»
- 1966 — «Труд»
- 1967 — «Трудовые резервы»
- 1973 — н. в. — «Авангард»

## История
Футбольный клуб «Авангард» из Курска был основан в 1958 году под названием «Трудовые резервы». В 1973 году клуб прикрепили к заводу РТИ (Курскрезинотехника), после чего футбольный клуб получил своё сегодняшнее название.
Первый сезон после распада СССР футбольный клуб «Авангард» играл во второй лиге, заняв в сезоне 1992 года 10 место во 2 зоне. В 1993 году курские футболисты заняли 6 место во 2 зоне, но по итогам сезона команда всё же оказалась в третьей лиге, откуда вернулась в 1996 году. В свой первый год после возвращения «Авангард» занял 15 место в зоне «Центр». В 2000 году «Авангард» занял 8 место, это достижение он повторил и в следующем году. В 2002 году команда вновь заняла 15 место, а в сезоне 2003 — 13.
В 2004 году, заняв 2 место во втором дивизионе зоны «Центр», «Авангарду», в связи с отказом от участия в соревнованиях первого дивизиона многих клубов, предоставилась возможность повышения в классе. В сезоне 2005 года впервые в своей истории клуб дебютировал в первом дивизионе. Команда заняла в итоге 16 место. В следующем сезоне «Авангард» выступил удачнее. Некоторое время лидировал в дивизионе, но во втором круге команда сдала позиции, результат — 10 место. Сезон 2007 закончился провалом: проиграв в последнем матче ростовскому СКА, прямому конкуренту в борьбе за спасительное 17 место, «Авангард» откатился на 18 строчку и вернулся во второй дивизион.
В сезоне 2008 курские футболисты имели шанс вернуться в первый дивизион, но не смогли обойти липецкий «Металлург». 15 октября 2009 года, победив в родных стенах смоленский «Днепр», «Авангард» выиграл турнир команд Второго дивизиона в зоне «Центр», благодаря чему обеспечил себе место в первом дивизионе в сезоне 2010 года, однако этот розыгрыш сложился весьма неудачно: куряне вылетели досрочно, потеряв все шансы на сохранение прописки за 4 тура до завершения первенства. В сезоне 2011/12 «Авангард» с 70-ю очками занял второе место во втором дивизионе, отстав от лидера белгородского «Салюта» на 13 очков.
В предпоследнем туре сезона 2016/2017, победив на своём поле «Калугу» благодаря голу Александра Войнова на 97-й минуте, Авангард досрочно занял первое место и обеспечил себе выход в ФНЛ.
Вернувшись во 2-ю по силам лигу России, курский клуб принялся активно усиливать состав. В результате такой трансферной политики Авангард пополнило 18 футболистов. Помимо молодых и подающих надежды футболистов, в Курске оказались и весьма мастеровитые игроки, имевшие опыт выступления на высшем уровне: например, защитники Михаил Багаев и Алексей Концедалов, полузащитник Равиль Нетфуллин, нападающий Хызыр Аппаев.
Изначально коллектив из Курска не имел серьёзных задач на тот сезон, но всё сложилось по-другому. И если в ФНЛ «Авангард» не добился серьёзных успехов, заняв 11-е место, что, однако, всё равно можно было считать неплохим достижением, то в Кубке России куряне показали пока наивысший для себя результат, дойдя до финала, в котором уступили ныне расформированному Тосно со счётом 2:1. На пути к финалу «Авангард» поочерёдно выбил из турнира брянское Динамо (0:1), московский ЦСКА (1:0), Тамбов (0:2), в серии 11-метровых пал пермский Амкар, а в полуфинале был переигран ярославский Шинник (1:0).
В июле 2017 года музыкальная группа из Курска Eddie BUben записала гимн клуба «Авангард».
В январе 2019 года в СМИ появилась информация о том, что курский «Авангард» может прекратить своё существование из-за многомиллионных долгов. Футболисты не вышли из отпуска в намеченный срок, хотя по заверениям руководства деньги на учебно-тренировочный сбор у клуба были. На тот момент клуб занимал 3-ю строчку в Первенстве России и имел все шансы на выход в РПЛ по спортивному принципу на следующий сезон. К апрелю финансовые проблемы, после вмешательства в ситуацию ВрИО Губернатора Курской области Романа Старовойта были решены. Клуб получил несколько трансферов от «Металлоинвеста», выплачены долги по зарплате, подписан договор о сотрудничестве.
В мае 2020 года клуб добровольно отказался от участия в ФНЛ в сезоне 2020/2021 года из-за сокращения финансирования на фоне пандемии COVID-19. Клуб продолжил выступления в ПФЛ.

## Достижения
Первая лига СССР
- Серебряный призёр: 1962 (2-я зона РСФСР класса «Б»)

Вторая лига СССР / Вторая лига России
- Победитель (2): 2009 (зона «Центр» второго дивизиона), 2016/17 (группа «Центр» Первенства ПФЛ)
- Серебряный призёр (2): 1964 (3-я зона РСФСР класса «Б»), 2004 (зона «Центр» второго дивизиона)
- Бронзовый призёр (3): 1968 (3-я зона РСФСР класса «Б»), 1974 (4-я зона), 1986 (5-я зона)

Третья лига ПФЛ
- Победитель: 1995 (зона 2)

Кубок России
- Финалист: 2017/18

Кубок ФНЛ
- Обладатель: 2019

Кубок РСФСР
- 1/2 финала: 1973 (зона 3)

Кубок ПФЛ
- 2-е место: 2009

## Статистика

### Самые крупные победы
- Первенство СССР: 7:0 — «Торпедо» Сызрань (1964)
- Первенство России: 7:0 — «Спартак» Орёл (1992)
- Кубок России: 6:0 — «Салют» Белгород (2021)
- Кубок СССР: 5:1 — «Торпедо» Таганрог (1964)
- Кубок РСФСР: 3:0 — «Спартак» Орёл (1987)

### Самые крупные поражения
- Первенство СССР: 1:12 — «Ротор» Волгоград (1979)
- Кубок СССР: 0:8 — «Торпедо» Москва (1961)
- Первенство России: 0:7 — «Нива» Славянск-на-Кубани (1993), «Торпедо» Таганрог (1996).
- Кубок России: 0:6 — «Арсенал» Тула (1993)
- Кубок РСФСР: 0:4 — «Машук» Пятигорск (1983)

## Статистика выступлений

### В чемпионатах и кубках России
| Сезон     | Турнир                                      | Место | И  | В  | Н  | П  | М     | О  | Кубок                   |
| --------- | ------------------------------------------- | ----- | -- | -- | -- | -- | ----- | -- | ----------------------- |
| 1992      | Вторая лига, 2-я зона                       | 10    | 42 | 22 | 3  | 17 | 67−67 | 47 | 1/256                   |
| 1993      | Вторая лига, 2-я зона▼                      | 6     | 30 | 15 | 1  | 14 | 44−59 | 31 | 1/64                    |
| 1994      | Третья лига, 2-я зона                       | 4     | 32 | 19 | 4  | 9  | 51−39 | 42 | 1/128                   |
| 1995      | Третья лига, 2-я зона▲                      |       | 30 | 21 | 2  | 7  | 52−30 | 65 | 1/64                    |
| 1996      | Вторая лига, зона «Запад»                   | 15    | 38 | 13 | 4  | 21 | 50−78 | 43 | 1/256                   |
| 1997      | Вторая лига, зона «Запад»                   | 15    | 38 | 11 | 7  | 20 | 40−58 | 40 | 1/128                   |
| 1998      | Второй дивизион, зона «Центр»               | 18    | 40 | 9  | 9  | 22 | 34−54 | 36 | 1/128                   |
| 1999      | Второй дивизион, зона «Центр»               | 15    | 36 | 10 | 7  | 19 | 40−59 | 37 | 1/64                    |
| 2000      | Второй дивизион, зона «Центр»               | 8     | 38 | 16 | 6  | 16 | 36−41 | 54 | 1/256                   |
| 2001      | Второй дивизион, зона «Центр»               | 8     | 38 | 17 | 7  | 14 | 47−41 | 58 | 1/256                   |
| 2002      | Второй дивизион, зона «Центр»               | 15    | 38 | 11 | 8  | 19 | 40−55 | 41 | 1/256                   |
| 2003      | Второй дивизион, зона «Центр»               | 13    | 36 | 10 | 7  | 19 | 28−37 | 37 | 1/256                   |
| 2004      | Второй дивизион, зона «Центр»▲              |       | 32 | 21 | 5  | 6  | 60−23 | 68 | 1/128                   |
| 2005      | Первый дивизион                             | 16    | 42 | 11 | 15 | 16 | 36−45 | 48 | 1/32                    |
| 2006      | Первый дивизион                             | 10    | 42 | 16 | 13 | 13 | 45−38 | 61 | 1/32                    |
| 2007      | Первый дивизион▼                            | 18    | 42 | 15 | 6  | 21 | 50−55 | 51 | 1/16                    |
| 2008      | Второй дивизион, зона «Центр»               |       | 34 | 23 | 6  | 5  | 48-18 | 75 | 1/32                    |
| 2009      | Второй дивизион, зона «Центр»▲              |       | 32 | 24 | 1  | 7  | 68-23 | 73 | 1/16                    |
| 2010      | Первый дивизион▼                            | 20    | 38 | 7  | 6  | 25 | 31-67 | 27 | 1/16                    |
| 2011/2012 | Второй дивизион, зона «Центр»               |       | 39 | 21 | 7  | 11 | 62-36 | 70 | 1/64                    |
| 2012/2013 | Второй дивизион, зона «Центр»               | 9     | 30 | 11 | 8  | 11 | 42-40 | 41 | 1/64                    |
| 2013/2014 | Первенство ПФЛ, зона «Центр»                | 8     | 30 | 12 | 6  | 12 | 37-39 | 42 | 1/32                    |
| 2014/2015 | Первенство ПФЛ, зона «Центр»                | 9     | 30 | 13 | 4  | 13 | 45-35 | 43 | 1/128                   |
| 2015/2016 | Первенство ПФЛ, зона «Центр»                | 5     | 26 | 10 | 9  | 7  | 33-22 | 39 | 1/128                   |
| 2016/2017 | Первенство ПФЛ, зона «Центр»▲               |       | 24 | 13 | 6  | 5  | 28-16 | 45 | 1/128                   |
| 2017/2018 | Первенство ФНЛ                              | 11    | 38 | 10 | 15 | 13 | 43-46 | 45 | Финал                   |
| 2018/2019 | Первенство ФНЛ                              | 8     | 38 | 16 | 8  | 14 | 48-42 | 56 | 1/16                    |
| 2019/2020 | Первенство ФНЛ▼                             | 13    | 27 | 5  | 14 | 8  | 29-39 | 29 | 1/32                    |
| 2020/2021 | Первенство ПФЛ, группа 3                    | 11    | 30 | 9  | 9  | 12 | 35-41 | 36 | 1/128                   |
| 2021/2022 | Второй дивизион ФНЛ, группа 3               | 8     | 32 | 13 | 7  | 12 | 43-44 | 46 | 1/128                   |
| 2022/2023 | Вторая лига, группа 3                       | 5     | 34 | 15 | 10 | 9  | 56-38 | 55 | 4-й раунд пути регионов |
| 2023/2024 | Вторая лига, дивизион «А», группа «серебро» | 6     | 18 | 7  | 4  | 7  | 27-19 | 25 | 2-й раунд пути регионов |
| 2023/2024 | Вторая лига, дивизион «А», группа «серебро» | 4     | 18 | 8  | 3  | 7  | 18-19 | 27 | 2-й раунд пути регионов |
| 1.        |                                             |       |    |    |    |    |       |    |                         |

## Посещаемость
Посещаемость домашних матчей «Авангарда», среднее количество зрителей на игре чемпионата страны в течение сезона:

## Наибольшее количество игр за клуб
- В первенствах СССР и России — Валерий Подоляк — 441 матч.
- В первенствах России — Денис Синяев — 438[9] матчей.
- В Первом дивизионе — Денис Синяев — 177 матчей.

## Лучшие бомбардиры клуба
- В первенствах СССР — Виктор Сухоруков — 80 мячей, Игорь Краковецкий — 61 мяч.
- В первенствах России — Денис Гершун — 72 мяча.

## Лучший бомбардир клуба за сезон
- В первенствах СССР — Виктор Батин — 20 мячей (1964).
- В первенствах России — Юрий Толмачёв — 21 мяч (1992).
- В Первом дивизионе — Виктор Букиевский, Сергей Коровушкин — 11 мячей (2007).

## Состав
| 1  | Флаг России | Вр  | Расул Мицаев        | 2002 |  |  |  |  |  |
| 13 | Флаг России | Вр  | Егор Скоробогатько  | 2003 |  |  |  |  |  |
| 16 | Флаг России | Вр  | Сергей Ещенко       | 2001 |  |  |  |  |  |
|    |             |     |                     |      |  |  |  |  |  |
| 3  | Флаг России | Защ | Сергей Чибисов      | 2000 |  |  |  |  |  |
| 4  | Флаг России | Защ | Герман Основ        | 2001 |  |  |  |  |  |
| 14 | Флаг России | Защ | Радий Ямлиханов     | 2003 |  |  |  |  |  |
| 22 | Флаг России | Защ | Александр Войнов    | 1993 |  |  |  |  |  |
| 23 | Флаг России | Защ | Илья Кулешин        | 2000 |  |  |  |  |  |
| 24 | Флаг России | Защ | Илья Бобрышов       | 1997 |  |  |  |  |  |
| 71 | Флаг России | Защ | Андрей Ивантеев     | 1997 |  |  |  |  |  |
|    |             |     |                     |      |  |  |  |  |  |
| 7  | Флаг России | ПЗ  | Владислав Игнатенко | 1998 |  |  |  |  |  |

| 8  | Флаг России | ПЗ  | Дмитрий Малыхин | 2000 |  |  |  |  |  |
| 25 | Флаг России | ПЗ  | Артём Некрасов  | 2007 |  |  |  |  |  |
| 31 | Флаг России | ПЗ  | Данила Князев   | 2003 |  |  |  |  |  |
| 63 | Флаг России | ПЗ  | Илья Вольнов    | 2000 |  |  |  |  |  |
| 73 | Флаг России | ПЗ  | Давид Киракосян | 2006 |  |  |  |  |  |
| 77 | Флаг России | ПЗ  | Эмрах Набатов   | 1998 |  |  |  |  |  |
|    |             |     |                 |      |  |  |  |  |  |
| 10 | Флаг России | Нап | Дмитрий Савин   | 1998 |  |  |  |  |  |
| 17 | Флаг России | Нап | Иван Матюшенко  | 1998 |  |  |  |  |  |
| 76 | Флаг России | Нап | Александр Агеев | 1996 |  |  |  |  |  |
| 79 | Флаг России | Нап | Роман Изотов    | 1996 |  |  |  |  |  |
| 90 | Флаг России | Нап | Даниил Павлов   | 2002 |  |  |  |  |  |

## Руководство клуба
- Извеков Дмитрий Иванович — генеральный директор
- Леонид Петрович — заместитель генерального директора
- Шульгин Вадим Эрикович — заместитель генерального директора по безопасности

## Административный штаб
- Щеглов Сергей Евгеньевич — администратор
- Маликов Юрий Михайлович — начальник команды
- Свежинцев Александр Вячеславович — специалист по маркетингу
- Чернышев Иван Валерьевич — пресс-атташе
- Котов Максим Николаевич — специалист по работе с болельщиками
- Глазков Олег Петрович — видеоаналитик

## Тренерский штаб
- Игорь Александрович Беляев — главный тренер
- Кондаков Денис Александрович — старший тренер
- Сулоев Виктор Викторович — тренер вратарей

## Болельщики
Фанатское движение в Курске возникло в середине 80-х годов XX века, оформленное весной 1988 года созданием фан-клуба при «Авангарде». С 1986 года курские фанаты регулярно совершали выезды на гостевые матчи, однако после развала СССР недавно возникшее движение прекратило своё существование. Его возрождение пришлось на 1997—1998 годы. В 1998 году оформляется первая «фирма», названная «Kursk Nightingales Brigands». В том же году состоялись первые выезды, в Лиски и Орёл. В 2002—2003 годах курское фанатское движение фактически развалилось, но в начале 2005 года начинает восстанавливаться в связи с выходом «Авангарда» в первый дивизион. Сезон 2008 года, хотя команда и провела его во втором дивизионе, стал одним из самых ярких в истории курского фанатизма. Впервые «ультрас» «Авангарда» смогли посетить все 19 гостевых матчей своей команды, при этом сразу 4 фаната поучаствовали во всех выездах. На 1 марта 2012 года «Соловьи» (прозвище курских «ультрас») совершили около 250 выездов на гостевые игры своей команды. Самый дальний из них в Красноярск в 2006 году, самый многочисленный в Воронеж в 2005 году. Действующие группировки: «Legion46», «Young Legion46», «Playmakers», «Kursk Ultras». Издавался свой фанзин — «Впередиидущий полк».